# 赫雷纳
赫雷纳，是西班牙安达卢西亚自治区塞维利亚省的一个市镇。总面积130平方公里，总人口5610人（2001年），人口密度43人/平方公里。